# Liber Vagatorum
El Liber Vagatorum es un libro publicado anónimamente en 1509 que recopila una clasificación de tipos de mendigos y sus “técnicas de mendicidad”. También es la fuente impresa más antigua de Rotwelsch (un tipo de jerga de marginados y delincuentes). El libro se reimprimió reiteradamente; se atestiguan más de 30 ediciones hasta el siglo XVIII. Su amplia distribución fue posible gracias a la imprenta.

## Contenido
El Liber Vagatorum consta de tres partes. En la primera, se presentan 28 tipos diferentes de mendigos; en la segunda, se incluyen comentarios y  adiciones a la primera parte y se hacen una serie de  advertencias. La tercera parte aporta un Vocabularius, un diccionario rotwelsch-alemán con 219 entradas, que se incrementó en ediciones posteriores.

## Autoría
Las primeras ediciones no indican el lugar, la fecha ni el nombre del impresor. Todas las ediciones son anónimas. Dado que el texto menciona un evento acaecido en 1509 en Pforzheim, se ha deducido que la primera edición debe haber sido publicada en 1509 o un poco más tarde. Una adición en la traducción de la obra al bajo alemán medio, que no aparece en la edición del alto alemán, también señala a Pforzheim como el primer lugar de impresión.
El escrito se ha atribuido durante mucho tiempo a Pamphilus Gengenbach , Sebastian Brant y otros escritores de la época. La hipótesis más firme recae sobre el que en aquel entonces era maestro del hospital en Pforzheim Matthias Hütlin que ocupó dicho cargo entre 1500 y 1524.

## Ediciones
Ediciones
Existen aproximadamente una treintena de ediciones conocidas y publicadas entre 1510 y 1755. Cuatro ediciones iniciales del libro parecen haber sido publicadas en 1509, la primera de las cuales fue impresa en Pforzheim y en alto alemán. Alrededor de 1510 se imprimieron al menos 14 ediciones más. Las ediciones más destacadas son:
- Una treintena de ediciones en alto alemán en prosa.[6]
- Una edición en alto alemán en rima.[6]
- Una edición en bajo alemán. Se sabe que sólo existe un ejemplar.[7]
- Una edición del Bajo Rin. Sólo se conoce un ejemplar al que le falta la última hoja del vocabulario.[8]
- Una edición holandesa.[6]
- A partir de 1528 se imprimieron algunos libros con el título Von der falschen Betler Büberey (Sobre las acciones engañosas de los mendigos) con un prefacio de Martín Lutero.[9]
- A partir de 1535, aproximadamente, aparecieron ediciones con el título: Die Rotwelsch(e) Grammatic.[9]